# Kock (gromada)
Kock – dawna gromada, czyli najmniejsza jednostka podziału terytorialnego Polskiej Rzeczypospolitej Ludowej w latach 1954–1972.
Gromady, z gromadzkimi radami narodowymi (GRN) jako organami władzy najniższego stopnia na wsi, funkcjonowały od reformy reorganizującej administrację wiejską przeprowadzonej jesienią 1954 do momentu ich zniesienia z dniem 1 stycznia 1973, tym samym wypierając organizację gminną w latach 1954–1972.
Gromadę Kock siedzibą GRN w mieście Kocku (nie wchodzącym w jej skład) utworzono 1 stycznia 1960 w powiecie radzyńskim w woj. lubelskim z obszarów zniesionych gromad Białobrzegi, Lipniak i Talczyn w tymże powiecie.
1 stycznia 1969 do gromady Kock włączono wsie Poizdów, Kolonia Poizdów i Zakalew ze zniesionej gromady Poizdów w tymże powiecie.
Gromada przetrwała do końca 1972 roku, czyli do kolejnej reformy gminnej. 1 stycznia 1973 w powiecie radzyńskim utworzono gminę Kock.